# Prebujenje vesti
Prebujenje vesti (1853) je slika olje na platnu angleškega umetnika Williama Holmana Hunta, enega od ustanoviteljev Prerafaelitske bratovščine, ki prikazuje mlado žensko, ki se dviguje iz naročja moškega in gleda okamenela skozi okno sobe.
Sliko hranijo v zbirki galerije Tate Britain v Londonu.

## Opis
Sprva kaže, da slika prikazuje trenutno nesoglasje med možem in ženo, vendar naslov in množica simbolov na sliki jasno kažeta, da gre za ljubico in njenega ljubimca. Ženske stisnjene roke so osrednja točka, položaj leve roke pa poudarja odsotnost poročnega prstana, čeprav ima prstane na vseh drugih prstih. Po sobi so različni predmeti, ki pričajo o njenem statusu 'vzdrževanke' in zapravljenem življenju: mačka pod mizo se poigrava s ptico; ura skrita pod steklom; tapiserija, ki nedokončano visi na klavirju; niti, ki ležijo razpletene na tleh; grafika Franka Stonea Cross Purpose na steni; glasbena priredba Edwarda Leara o pesmi Alfredu, lorda Tennysona iz leta 1847 Tears, Idle Tears, ki leži zavržena na tleh in note na klavirju, Thomas Moore Oft in the Stilly Night, katerih besede govorijo o zamujenih priložnostih in žalostni spomini na srečnejšo preteklost. Zavržene rokavice in cilinder, vrženi na mizo, kažejo na hitenje.
Soba je preveč razmetana in čudovita, da bi bila v viktorijanski družinski hiši; svetle barve, neoguljena preproga in neokrnjeno, zelo polirano pohištvo govorijo o sobi, ki je bila nedavno opremljena za ljubico. Umetnostna zgodovinarka Elizabeth Prettejohn ugotavlja, da čeprav je notranjost zdaj obravnavana kot 'viktorijanska', še vedno izžareva nouveau-riche vulgarnost, zaradi katere bi bila postavitev neprijetna za sodobne gledalce. Okvir slike je okrašen z nadaljnjimi simboli: zvonovi (za opozorilo), ognjiči (za žalost) in zvezda nad dekletovo glavo (znak duhovnega razodetja). V njej je tudi verz iz Knjige pregovorov Prg 25,20: »Ropar oblačila v mrzlem dnevu, kis na rano, to je pevec pesmi potrtemu srcu«.
Ogledalo na zadnji steni daje privlačen pogled na prizorišče. Okno, ki se odpira proti spomladanskemu vrtu, v neposrednem nasprotju s slikami ujetja v sobi, je preplavljeno s sončno svetlobo. Obraz dekleta ne kaže šoka, da je bila presenečena nad svojim ljubimcem; kar jo privlači, je zunaj sobe in njenega odnosa. Ateneum je leta 1854 komentiral:
Avtor Most vzdihljajev si ni mogel zamisliti bolj bolečega obraza. Podrobnosti slike, odsev spomladanskih dreves v ogledalu, klavir, bron pod svetilko so čudovito resnični, toda dolgočasni indigo in rdeča na sliki jo naredijo melanholično in primerno ter ne všečnega tona. Sentiment je iz šole Ernesta Maltraversa: za tiste, ki imajo naklonjenost do tega, boleče; za tiste, ki niso, odbijajoče.
V nekaterih pogledih je ta slika spremljevalka Huntove krščanske slike Luč sveta, slike Kristusa, ki drži luč, ko trka na zaraščena vrata brez kljuke, za katera je Hunt dejal, da predstavljajo »trmasto zaprti um«. Tukajšnja mlada ženska bi se lahko odzvala na to podobo, saj jo je vest pekla zunaj nje same. Hunt je to podobo zamislil kot »svetlobno sliko svetlobe sveta na sliki, ki v resničnem življenju predstavlja način, na katerega privlačnost duha nebeške ljubezni pokliče dušo, naj opusti slabo življenje«. V Predrafaelitizmu in Prerafaelitski bratovščini je Hunt zapisal, da mu je Peggottyjevo iskanje Emily v Davidu Copperfieldu dalo idejo za kompozicijo in začel je obiskovati »različna mesta padlih deklet« in iskati primerno postavitev. Ni nameraval poustvariti nobenega posebnega prizora Davida Copperfielda in je sprva želel zajeti nekaj bolj splošnega: »ljubeči iskalec padle deklice, ki je prišel po predmet svojega iskanja«. Toda premislil je in se odločil, da bo takšen sestanek v deklici vzbudil drugačna čustva kot kesanje, ki ga je hotel pokazati. Sčasoma se je odločil za idejo, da bi spremljevalec deklice lahko zapel pesem, ki jo je nenadoma spomnila na njeno nekdanje življenje in s tem deloval kot neznan katalizator njene epifanije.
Model za žensko je bila Annie Miller, ki je pozirala številnim prerafaelitom in s katero je bil Hunt zaročen do leta 1859. Moška figura lahko temelji na Thomasu Seddonu ali Augustusu Eggu, oba Huntova prijatelja slikarja.

## Preslikanje
Pogled na obraz deklice na sodobni sliki ni videz bolečine in groze, ki so jo gledalci videli ob prvi razstavi slike in ki je šokiral in odgnal številne sodobne kritike. Sliko je naročil Thomas Fairbairn, industrijski mogotec iz Manchestera in pokrovitelj prerafaelitov, potem ko je Egg razpravljal o Huntovih idejah in mu morda pokazal nekaj začetnih skic. Fairbairn je Huntu plačal 350 gvinej. Slika je bila razstavljena na Kraljevi akademiji leta 1854, skupaj z Lučjo sveta. Fairbairn ni mogel trpeti vsakodnevnega pogleda na izraz ženske, zato je Hunta prepričal, naj ga omili. Hunt je začel delati, vendar je zbolel in dovolil, da je sliko vrnil Fairbairnu za razstavo na Birmingham Society of Artists leta 1856, preden je bil popolnoma zadovoljen z rezultatom. Kasneje je znova lahko nadaljeval z delom in Edwardu Learu zaupal, da je menil, da je »materialno izboljšal«. [opomba 2] Kot je zapisano v spandrelah, je Hunt sliko retuširal leta 1864 in ponovno leta 1886, ko je popravil nekatera dela, ki jih je vmes opravil restavrator.

## Pogledi Johna Ruskina
Viktorijanski teoretik umetnosti John Ruskin je pohvalil prebujajočo se vest kot primer nove smeri v britanski umetnosti, v kateri je pripoved nastala iz umetnikove domišljije, ne pa iz kroničnega dogodka. Ruskinovo branje slike je bilo tudi moralno končano. V pismu The Timesu iz leta 1854, ki je branil delo, je trdil, da »v tej sobi ni niti enega predmeta ... vendar postane tragičen, če ga pravilno preberemo«. Presenetil ga je tako močan realizem sobe - Hunt je najel sobo v maison de convenance (kamor bi ljubimci vodili svoje ljubice), da bi ujel občutek - in simboličnimi prizvoki ter primerjal razkritje likov subjektov v notranjosti ugodno z odkrivanjem Williamaa Hogarth Marriage à-la-mode. »Skupno, sodobno, vulgarno« notranjost preplavijo sijoči, neobdelani predmeti, ki nikoli ne bodo del doma. Izjemna podrobnost slike je Ruskina opozorila le na neizogiben propad para: »Prav rob obleke uboge deklice, pri kateri je slikar tako natančno delal, nit za nitjo, ima v sebi zgodbo, če bi pomislite, kako kmalu se bo njena čista belina umazala s prahom in dežjem, in bodo njena izobčenska stopala na ulici«. Ideja o vizualni zgodbi o morali, ki temelji na enem samem trenutku, je vplivala na serijo treh slik Augusta Egga iz leta 1858, Preteklost in sedanjost.

## V literaturi
V romanu Evelyn Waugh iz leta 1945 Brideshead Revisited aluzija na sliko odraža razplet afere med Julijo Flyte in umetnikom Charlesom Ryderjem.

## Izvor
Sliko je podedoval Fairbairnov sin, sir Arthur Henderson Fairbairn, tretji baronet. Januarja 1946 so jo anonimno prodali pri Christie's, do leta 1947 pa jo je kupil Colin Anderson. Leta 1980 so jo sir Colin in lady Anderson podarili galeriji Tate